# Saux
Saux är en kommun i departementet Lot i regionen Occitanien i södra Frankrike. Kommunen ligger i kantonen Montcuq som tillhör arrondissementet Cahors. År 2018 hade Saux 95 invånare.

## Befolkningsutveckling
Antalet invånare i kommunen Saux
| Referens: INSEE |